# Königlich bayerisches Garnisonslazarett
Das Königlich bayerische Garnisonslazarett war das zentrale Militärkrankenhaus der bayerischen Armee in München.

## Geschichte

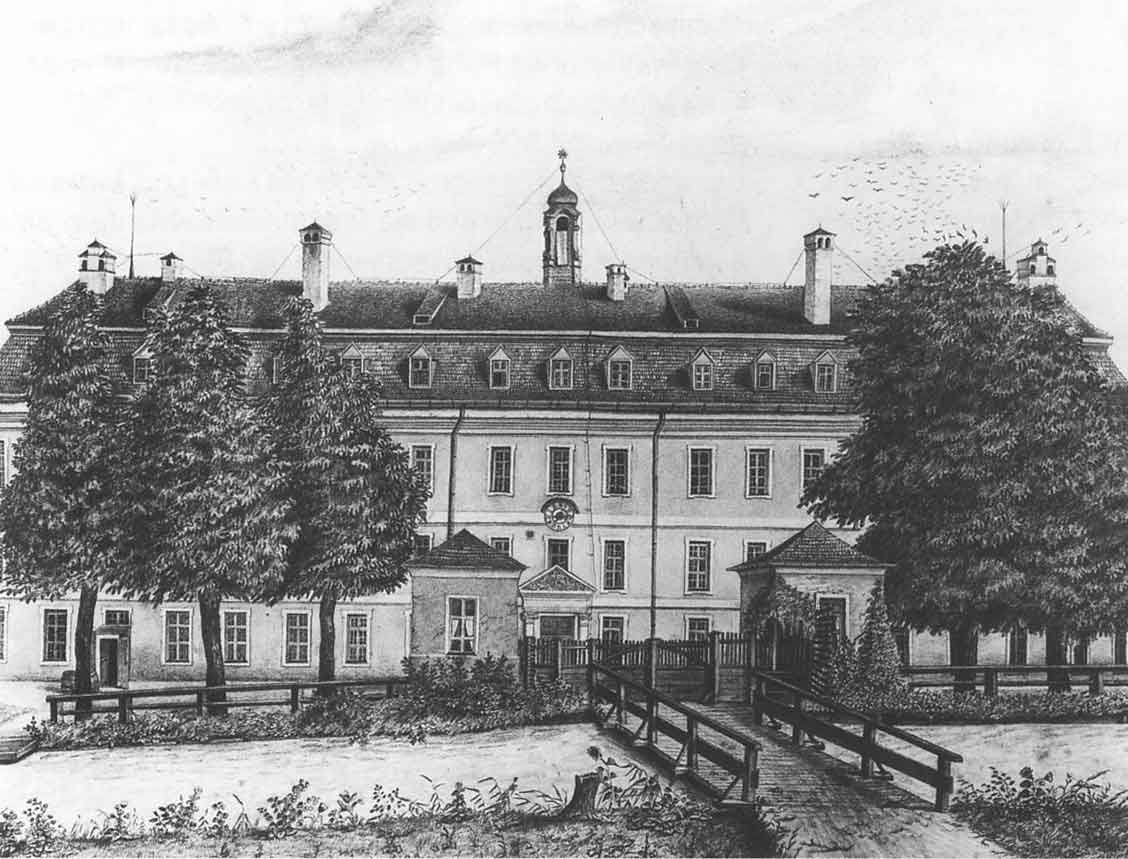
Das Militärkrankenhaus an der Müllerstraße mit dem Lazarettbach (1874)

### Bau an der Müllerstraße
Nachdem das Kurfürstentum Bayern in der Garnisonsstadt München lange ohne eine Einrichtung zur Versorgung verwundeter oder kranker Soldaten gewesen war, veranlasste Kurfürst Max III. Joseph (1727–1777) die Errichtung eines zentralen Militärlazaretts. Als Standort ausgesucht wurde ein Areal außerhalb der Tore der Stadt in den Isarauen. Das dort zur Verfügung stehende frische Wasser des Mühlbachs – später dann mit Bezug auf das Krankenhaus Lazarettbach genannt – dürfte die Wahl des Standorts beeinflusst haben.
Mit der Planung des Baus wurde Hofbaumeister Karl Albert von Lespilliez (1723–1796) beauftragt. Er entwarf einen gestreckten dreigeschossigen Mansarddachbau mit Dachreiter in der Firstmitte. Die Hauptfassade gliederten 19 Fensterachsen. Die Grundsteinlegung fand am 24. März 1774 statt. Zum Gebäude gehörte die 1778 geweihte Theklakapelle, die der anliegenden Straße ihren Namen gab. Bei der Einweihung der Kapelle gingen durch die Salutschüsse alle Fenster des Lazaretts zu Bruch.
Im Verlauf der folgenden 100 Jahre veränderte das rasche Wachstum der Stadt das Umfeld des Lazaretts grundlegend. Mit der planmäßigen Bebauung der Müllerstraße ab Beginn des 19. Jahrhunderts fand sich das Lazarett bald nahezu vollständig umschlossen von Wohnbebauung. Deshalb wurde es 1872 in einen Neubau auf dem Oberwiesenfeld verlegt und das ursprüngliche Gebäude nach einigen Jahren unterschiedlicher Nutzung 1886/87 unter der Leitung von Friedrich Adelung zu einem Schulhaus umgebaut, das das neugegründete Luitpold-Gymnasium beherbergte.

### Neubau auf dem Oberwiesenfeld

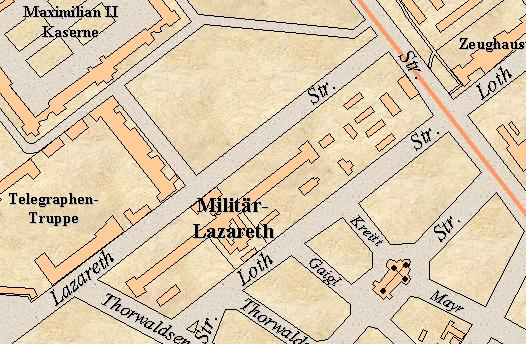
Lage und Grundriss vor Kriegszerstörung

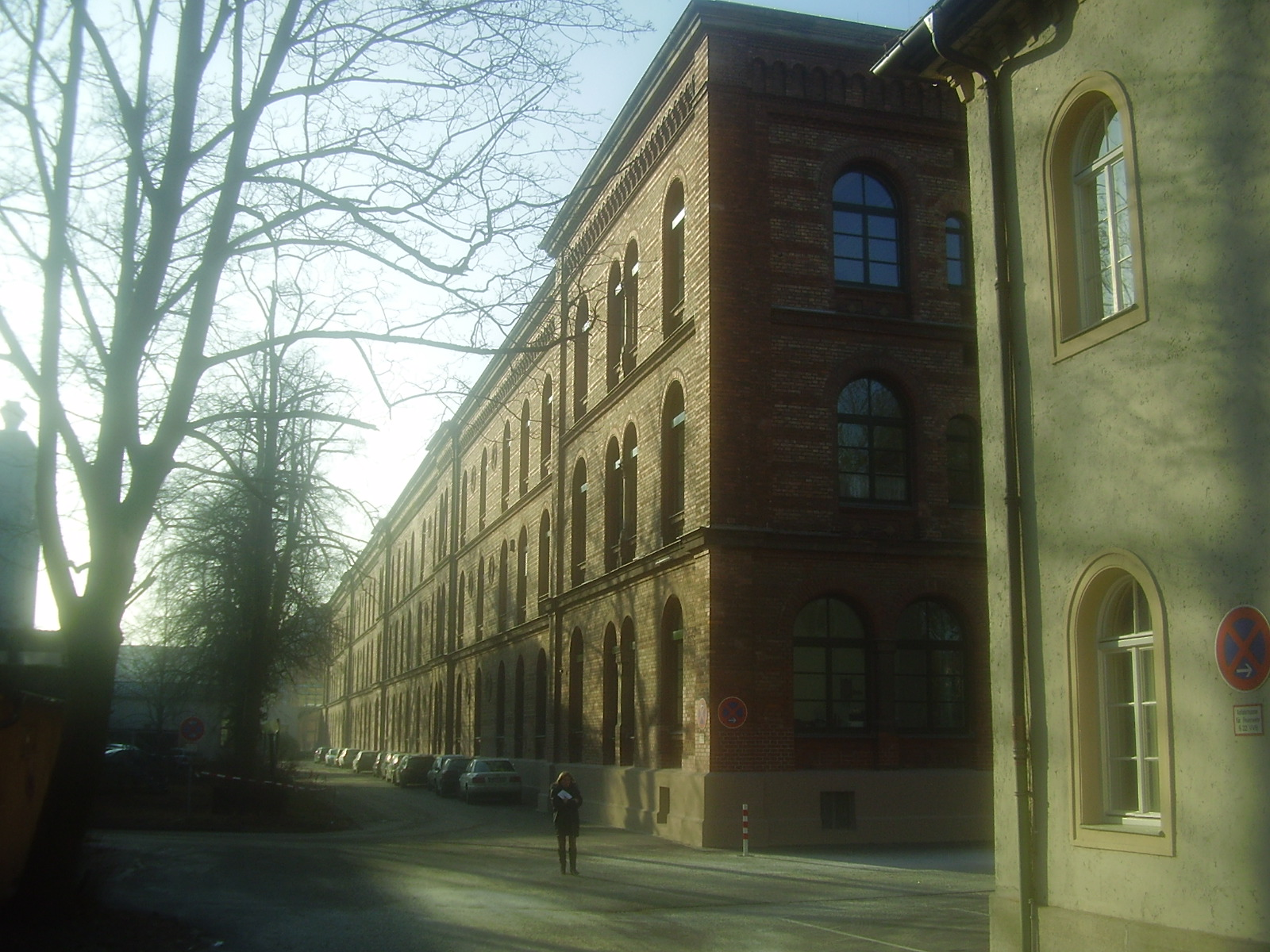
Südost-Fassade

Nach einer Choleraepidemie im Jahr 1858 billigte König Ludwig II. den Neubau des Lazaretts. Nach dem Landerwerb und der endgültigen Genehmigung im Januar 1867 begannen im Juni 1868 die Bauarbeiten an der heutigen Lazarettstraße (seinerzeit Lazarethstraße). Das Gebäude stand bis zur Eingemeindung Neuhausens zum Teil auf dessen Gebiet und zum Teil auf dem zur Stadt München gehörenden Oberwiesenfeld. Der Entwurf des Münchner Stadtbaurats Arnold Zenetti sah einen insgesamt 330 Meter langen, unverputzten Ziegelbau vor. Zwischen den beiden Bettenflügeln und dem zentralen Gebäude mit dem Haupteingang war das Verwaltungsgebäude geplant, das mit einem Korridor an das Zentralgebäude angebunden wurde. Der nördliche Bettenflügel war schnell fertiggestellt und konnte zum Teil schon im Deutsch-Französischen Krieg 1870/71 verwendet werden. Der Bau des südlichen Flügels begann 1872 und das gesamte Lazarett war 1890 fertiggestellt. 
Im Ersten Weltkrieg befand sich dort das größte Lazarett Münchens, das Reservelazarett München A.
Nach dem Krieg wurde die Einrichtung von der Reichswehr und danach von der Wehrmacht weitergeführt. Im Zweiten Weltkrieg wurde das Lazarett fast völlig zerstört. Nur der Nordflügel ist erhalten und ist heute Teil des Deutschen Herzzentrums München.